# Ludia vetusta
Ludia vetusta är en fjärilsart som beskrevs av Embrik Strand 1911. Ludia vetusta ingår i släktet Ludia och familjen påfågelsspinnare. Inga underarter finns listade i Catalogue of Life.